# Fireworks (Roxette-dal)
A Fireworks című dal a svéd Roxette duó 3. kimásolt kislemeze a Crash! Boom! Bang! című ötödik stúdióalbumról. A dal mérsékelt siker volt számos európai országban. Ausztriában és Finnországban a 12. helyezett volt a kislemezlistán. Az Egyesült Királyság kislemezlistáján a 30. helyig jutott.
A dal ugyan megjelent kislemezen, de nem került fel a duó The RoxBox!: A Collection of Roxette's Greatest Songs válogatás lemezére sem. Egyedül a dal Jesus Jones remixe volt hallható a duó Rarities című stúdióalbumán. Per Gessle egy 2009-es interjú során elmondta, hogy a dal nem volt nagy sláger, sok más Roxette dallal ellentétben, így úgy döntöttünk, hogy más dalokat és demó felvételeket teszünk a válogatás albumra.

## Videoklip
A videoklipet Michael Geoghegan rendezte, aki az előző három klipüket - Almost Unreal, Sleeping in My Car, és a Crash! Boom! Bang! is rendezte. A klip története egy ikerpárról szól, akik Londonba költöznek, hogy hírnévre és szerencsére tegyenek szert. A lányok a Piccadilly Circus és a London Underground helyszíneket is megfordulnak, majd a híd alatt erőszak áldozatai lesznek. Visszamennek Svédországba, és a video végén kiderül, hogy Per Gessle a fivérük.

## Megjelenés
Minden dalt Per Gessle írt.
- 7" & MC Single  Ausztrália EMI 8651124 ·  Egyesült Királyság EMI TCEM324

1. "Fireworks" (Single Edit) – 3:40
2. "Dangerous" (Unplugged Version) – 3:13

- CD Single Ausztrália ·  Európai Unió EMI 8651132

1. "Fireworks" – 3:40
2. "Fireworks" (Jesus Jones Remix) – 4:11
3. "Dangerous" (Unplugged Version) – 3:13
4. "The Rain" (Demo, 29 December 1991) – 4:44

- CD Single  Egyesült Királyság EMI CDEMS345

1. "Fireworks" – 3:40
2. "Dangerous" (Unplugged Version) – 3:13
3. "The Rain" (Demo) – 4:44
4. "Crash! Boom! Bang!" (Radio Edit) – 4:25

- CD Single  Egyesült Királyság EMI CDEM345

1. "Fireworks" – 3:40
2. "I'm Sorry" (Demo, 18 August 1993) – 3:20
3. "Fireworks" (Jesus Jones Remix) – 4:11
4. "Sleeping in My Car" – 3:47

## Slágerlista
| Slágerlista (1994)                    | Legjobb helyezés |
| ------------------------------------- | ---------------- |
| Australia (ARIA)                      | 68               |
| Ausztria (Ö3 Austria Top 40)          | 18               |
| Belgium (Ultratop 50 Flanders)        | 24               |
| Kanada Top Singles (RPM)              | 60               |
| Finland (Suomen virallinen lista)     | 14               |
| Németország (Media Control Charts)    | 51               |
| Iceland (Íslenski Listinn Topp 40)    | 32               |
| Netherlands Tipparade (Dutch Top 40)  | 7                |
| Hollandia (Single Top 100)            | 41               |
| Polish Airplay (ZPAV)                 | 19               |
| Skócia (Scottish Singles Top 40)      | 26               |
| Spanish Airplay (AFYVE)               | 2                |
| Svédország (Sverigetopplistan)        | 34               |
| Egyesült Királyság (UK Singles Chart) | 30               |